# Kelenvölgy
Kelenvölgy Budapest egyik városrésze a XI. kerületben.

## Fekvése
Határai: Kelenvölgyi határsor a MÁV hegyeshalmi vonalától – Solt utca – a MÁV pécsi vonala – Méhész utca – Ringló utca – Péterhegyi út – a MÁV hegyeshalmi vonala a Kelenvölgyi határsorig.
A városrész Budafok és Kelenföld között egy völgyben terül el. 

## Története
A terület 1949. december 31-ig Budafokhoz tartozott.